# Ladenbergia paraensis
Ladenbergia paraensis är en måreväxtart som beskrevs av Adolpho Ducke. Ladenbergia paraensis ingår i släktet Ladenbergia och familjen måreväxter. Inga underarter finns listade i Catalogue of Life.